# Une histoire fumeuse
Une histoire fumeuse est le 15e épisode de la saison 19 de la série télévisée d'animation Les Simpson.

## Synopsis
Lisa devient une ballerine et voit son talent développé par le tabagisme passif et fume presque une vraie cigarette tandis qu'Homer et Bart connaissent des déboires après que des ratons laveurs leur ont volé la viande de bœuf séchée de leur entreprise secrète.